# Doksan-dong
Doksan-dong (koreanska: 독산동) är en stadsdel i stadsdistriktet Geumcheon-gu i Sydkoreas huvudstad Seoul.

## Indelning
Administrativt är Doksan-dong indelat i:
| Namn    | Namn               | Yta km² | Invånare 31 dec 2020 |
| ------- | ------------------ | ------- | -------------------- |
| 독산1동 | Doksan 1(il)-dong  | 2,09    | 44 191               |
| 독산2동 | Doksan 2(i)-dong   | 0,60    | 20 666               |
| 독산3동 | Doksan 3(sam)-dong | 0,92    | 28 535               |
| 독산4동 | Doksan 4(sa)-dong  | 0,59    | 17 464               |